# Christian von Hessen-Kassel (1776–1814)
Christian von Hessen-Kassel (* 14. August 1776 in Schloss Gottorf; † 14. November 1814 in Odense) war Generalmajor beim dänischen Militär und zeitweise Kommandant der Festung Frederikshavn.

## Leben

### Herkunft und Familie
Christian wurde als Sohn des dänischen Statthalters der Herzogtümer Schleswig und Holstein, Karl von Hessen-Kassel (1744–1836), auf Schloss Gottorf geboren, das im von 1713 bis 1867 vom dänischen König in Personalunion regierten Herzogtum Schleswig lag. Seine Mutter war die Prinzessin Louise von Dänemark und Norwegen (1750–1831), Tochter des dänischen Königs Friedrich V. (1723–1766) und der Louise von Großbritannien. Seine Schwester Marie (1767–1852) war die Frau des Königs Friedrich VI. Sein Bruder Friedrich (1771–1845) war dänischer General, norwegischer und Schleswig-Holsteinischer Statthalter. Seine Schwester Juliane (1773–1860) war Äbtissin im Kloster Itzehoe und Louise Karoline (1789–1867) war mit dem Herzog Friedrich Wilhelm von Schleswig-Holstein-Sonderburg-Glücksburg (1785–1831) verheiratet.

### Wirken
Christian absolvierte eine Offizierslaufbahn beim dänischen Militär, wurde als Generalmajor Chef des Leibregiments Reuter und im August 1803 kommandierender General im südlichen Norwegen sowie Kommandant der dänischen Festung Frederikshavn.
Von Jugend an vorgesehen als Schwiegersohn von König Friedrich VI., verlobte er sich im September 1812 mit seiner Nichte Caroline von Dänemark (1793–1881), der ältesten Tochter seiner Schwester Marie. Zur Hochzeit kam es aufgrund der schwachen Gesundheit des Bräutigams, vermutlich einer Geisteskrankheit, nicht mehr.
Im Mai 1813 wurde Christian als Nachfolger seines Bruders Friedrich in Christiania Gouverneur von Norwegen. Diese Funktion übte er nicht lange aus, denn er starb bereits im November 1814 in Odense. Er wurde in der St.-Hans-Kirche in Odense bestattet. Am 20. Juni 1862 wurde die Leiche von dort abtransportiert und über Flensburg nach Schleswig gebracht. Dort wurde er am 27. Juni 1862 um 6 Uhr morgens in aller Stille in der fürstlichen Familienbegräbniskapelle in der Domkirche beigesetzt.
Er war Ritter des Elephantenordens.